# Leptostylus quintalbus
Leptostylus quintalbus är en skalbaggsart som beskrevs av Bates 1885. Leptostylus quintalbus ingår i släktet Leptostylus och familjen långhorningar.
Artens utbredningsområde är Panama. Inga underarter finns listade i Catalogue of Life.